# Трибендорф
Трибендорф (нем. Triebendorf) — коммуна (нем. Gemeinde) в Австрии, в федеральной земле Штирия. 
Входит в состав округа Мурау.  Население составляет 140 человек (на 31 декабря 2005 года). Занимает площадь 8,52 км². Официальный код  —  6 14 33.

## Политическая ситуация
Бургомистр коммуны — Рихард Энгель (АНП) по результатам выборов 2005 года.
Совет представителей коммуны (нем. Gemeinderat) состоит из 9 мест.
- АНП занимает 7 мест.
- СДПА занимает 2 места.